# М2 (мина)
M2 — противопехотная выпрыгивающая осколочная мина кругового поражения. Состояла на вооружении США во время Второй мировой войны.